# World Popular Song Festival 1975
Het World Popular Song Festival 1975 was de zesde editie van het World Popular Song Festival. Het werd gehouden in Tokio, Japan van 14 tot 16 november 1975. Uiteindelijk trok het terugkerende Mexico aan het langste eind en werd voor het eerst winnaar van het festival. De top 3 werd vervolledigd door Venezuela en de Verenigde Staten.
Dit jaar was er ook een speciale prijs voor de beste Japanse inzending. Dit was een lied dat de finale moest gehaald hebben. Deze is niet meegerekend in de resultaten.

## Deelnemende landen
31 landen van over de hele wereld hadden zich ingeschreven voor de zesde editie van het festival. Nederland was van de partij. België trok zich terug.
Nederland haalde voor de vijfde keer op rij de finale en eindigde op een veertiende plaats.

## Overzicht

### Beste Japanse inzending
| Land  | Taal   | Artiest         | Lied  |
| ----- | ------ | --------------- | ----- |
| Japan | Japans | Miyuki Nakajima | Jidai |

### Finale
| Plaats | Land                | Taal      | Artiest                    | Lied                                  |
| ------ | ------------------- | --------- | -------------------------- | ------------------------------------- |
| 1      | Mexico              | Engels    | Mister Loco                | Lucky man                             |
| 2      | Venezuela           | Spaans    | Neyda Perdomo              | Juntos en la eternidad                |
| 3      | Verenigde Staten    | Engels    | Tom Sullivan               | Beauty is in the eyes of the beholder |
| 4      | Verenigde Staten    | Engels    | Kelly Stevens              | Please write a song called Marilyn    |
| 5      | Frankrijk           | Frans     | Tiffanie                   | Moi, j'aime les films d'amour         |
| 6      | Argentinië          | Spaans    | Fernando de Madariaga      | Buscame, llamame                      |
| 7      | Japan               | Engels    | Matsuzaki Shigeru          | After you've gone                     |
| 8      | Italië              | Italiaans | Marisa Sacchetto           | Dialogo (Con una tromba)              |
| 9      | Portugal            | Engels    | José Cid                   | Yesterday, today and tomorrow         |
| 10     | Frankrijk           | Frans     | Caline                     | Jeremie                               |
| 11     | Japan               | Engels    | Akira Inaba                | Please, remember me                   |
| 12     | Australië           | Engels    | Normie Rowe                | Elizabeth                             |
| 13     | Malta               | Engels    | Mary Spiteri               | Go on                                 |
| 14     | Nederland           | Engels    | Ben Cramer                 | Memory of the lost time               |
| 15     | Japan               | Engels    | Yoko Shibata               | Mr. Lonesome                          |
| 16     | Italië              | Engels    | Bobby Solo                 | Don't say goodbye                     |
| 17     | Verenigd Koninkrijk | Engels    | Ayshea                     | The flowers will never die            |
| 18     | Griekenland         | Grieks    | Vlassis Bonatsos           | Kyriaki                               |
| 19     | Zwitserland         | Frans     | Eliane Dambre              | Baby et lady                          |
| 20     | Japan               | Engels    | Seven Deities Of Good Luck | The migratory bird                    |
| 21     | West-Duitsland      | Duits     | Peggy March                | Mein Vater                            |

### Eerste halve finale
| Land                | Taal      | Artiest                        | Lied                               | Resultaat      |
| ------------------- | --------- | ------------------------------ | ---------------------------------- | -------------- |
| Oostenrijk          | Engels    | Waterloo & Robinson            | Hello                              | uit            |
| Verenigde Staten    | Engels    | Kelly Stevens                  | Please write a song called Marilyn | gekwalificeerd |
| Chili               | Spaans    | Paolo Salvatore                | La fotografía                      | uit            |
| Japan               | Engels    | Junko Yagami                   | Hand in hand                       | uit            |
| Tsjecho-Slowakije   | Slowaaks  | Karol Duchoň                   | Čardáš dvoch sŕdc                  | uit            |
| Frankrijk           | Frans     | Tiffanie                       | Moi j'aime les films d'amour       | gekwalificeerd |
| Singapore           | Engels    | Hillary Francis                | Say you'll always be mine          | uit            |
| Zwitserland         | Frans     | Eliane Dambre                  | Baby et lady                       | gekwalificeerd |
| Japan               | Engels    | Saitoku & Naomi                | Mama's birthday                    | uit            |
| Nieuw-Zeeland       | Engels    | Anna Leah                      | Silly song                         | uit            |
| Argentinië          | Spaans    | Fernando de Madariaga          | Buscame, llamame                   | gekwalificeerd |
| Cuba                | Spaans    | Miriam Ramos                   | Guayabera                          | uit            |
| Italië              | Italiaans | Anna Maria Baratta             | Ti amo                             | uit            |
| Japan               | Engels    | The Seven Deities Of Good Luck | The migratory bird                 | gekwalificeerd |
| Luxemburg           | Engels    | Joan Orleans                   | Give me any sentimental reason     | uit            |
| Ierland             | Engels    | Cahal Dunne                    | Lover, not just a wife             | uit            |
| Malta               | Engels    | Mary Spiteri                   | Go on                              | gekwalificeerd |
| Mexico              | Engels    | Mister Loco                    | Lucky man                          | gekwalificeerd |
| Nederland           | Engels    | Ben Cramer                     | Memory of the lost time            | gekwalificeerd |
| Zuid-Korea          | Engels    | Chung Mi-Jo                    | Bul kot                            | uit            |
| Griekenland         | Grieks    | Vlassis Bonatsos               | Kyriaki                            | gekwalificeerd |
| Verenigd Koninkrijk | Engels    | Ayshea                         | The flowers will never die         | gekwalificeerd |
| Japan               | Engels    | Matsuzaki Shigeru              | After you've gone                  | gekwalificeerd |
| Italië              | Italiaans | Marisa Sacchetto               | Dialogo (Con una tromba)           | gekwalificeerd |

### Tweede halve finale
| Land                | Taal        | Artiest                | Lied                                   | Resultaat      |
| ------------------- | ----------- | ---------------------- | -------------------------------------- | -------------- |
| Verenigd Koninkrijk | Engels      | Dave & June Brooks     | All we need is love                    | uit            |
| Venezuela           | Spaans      | Neyda Perdomo          | Juntos en la eternidad                 | gekwalificeerd |
| Spanje              | Spaans      | Guillermo Basterrechea | La cuna                                | uit            |
| Filipijnen          | Engels      | Didith Reyes           | There is no other way                  | uit            |
| Israël              | Hebreeuws   | Nessim Saroussi        | Tov li (Hachaim yecholim lihiot yafim) | uit            |
| Japan               | Japans      | Miyuki Nakajima        | Jidai                                  | gekwalificeerd |
| Portugal            | Engels      | José Cid               | Yesterday, today and tomorrow          | gekwalificeerd |
| Hongkong            | Engels      | Chelsia Chan           | Dark side of your mind                 | uit            |
| Joegoslavië         | Bosnisch    | Lidija & Luj           | Neka tambura svira                     | uit            |
| Indonesië           | Indonesisch | Melky Jannes Goeslaw   | Pergi untuk kembali                    | uit            |
| Frankrijk           | Frans       | Caline                 | Jeremie                                | gekwalificeerd |
| Japan               | Engels      | Akira Inaba            | Please, remember me                    | gekwalificeerd |
| West-Duitsland      | Duits       | Peggy March            | Mein Vater                             | gekwalificeerd |
| Hongarije           | Hongarije   | Locomotive GT.         | Álomarcú lány                          | uit            |
| Japan               | Engels      | On                     | Nothing to lose                        | uit            |
| Italië              | Engels      | Bobby Solo             | Don't say goodbye                      | gekwalificeerd |
| Australië           | Engels      | Normie Rowe            | Elizabeth                              | gekwalificeerd |
| Polen               | Pools       | Magda-Jadwiga Bielecka | Nigdy w piatek                         | uit            |
| Verenigd Koninkrijk | Engels      | Stephanie DeSykes      | Closest thing to heaven                | uit            |
| Frankrijk           | Frans       | Philippe               | Joe dee m'avait dit                    | uit            |
| Japan               | Engels      | Yoko Shibata           | Mr. Lonesome                           | gekwalificeerd |
| Verenigde Staten    | Engels      | Tom Sullivan           | Beauty is in the eyes of the beholder  | gekwalificeerd |

1970 · 1971 · 1972 · 1973 · 1974 · 1975 · 1976 · 1977 · 1978 · 1979 · 1980 · 1981 · 1982 · 1983 · 1984 · 1985 · 1986 · 1987 · 1988 · 1989